# Micromorphus minusculus
Micromorphus minusculus är en tvåvingeart som beskrevs av Negrobov 2000. Micromorphus minusculus ingår i släktet Micromorphus och familjen styltflugor.
Artens utbredningsområde är Ukraina. Inga underarter finns listade i Catalogue of Life.